# بوبر ریش‌زرد
بوبر ریش‌زرد (نام علمی: Criniger olivaceus) نام یک گونه از سرده بوبرهای موبلند است.